# ASCII.jp
ASCII.jp（アスキー ドット ジェーピー）は、KADOKAWAグループの株式会社角川アスキー総合研究所（旧 アスキー）が運営するIT系ニュースサイトである。

## 概要
アスキーの企業サイトと書籍・雑誌の紹介、そして自社運営のウェブサイトを横断するポータルサイトを兼ねたウェブサイトとして、2003年に開設された。パソコン関連のニュースサイト「ASCII24」のニュースのヘッドラインもトップページに掲載していた。
雑誌「月刊アスキー」2006年11月号から編集方針・紙面を大幅に刷新したこと機に、「ASCII24」を統合する形で、2007年1月30日からニュースサイト「ASCII.jp」としての活動を開始した。
前身のASCII24の頃には「ASCII24メールサービス」として、ASCII24で公開したニュースのダイジェスト版を記載したメールマガジンを発行しており、ASCII.jpになっても5紙が配信されている。
現在はYoutubeでの映像配信にも力を入れており、注目の新製品が発表された際には生放送でレビュー動画や解説動画を配信しており、多くのファンが楽しみにしている。

## ASCII24
アスキーが運営するインターネットプロバイダー「ASCII INTERNET EXCHANGE（AIX）」の中で、1995年6月に開設されたニュースサイト「週刊アスキー on INTERNET（Weekly ASCII on Internet）」が前身である。雑誌「月刊アスキー」を母体として約2年半運営されていたが、「ASCII24」の開設に伴いサービス終了。
1997年11月10日にパソコン・IT関連ニュースサイト「ASCII24」が開設された。
ASCII.jpへの統合に伴い、2007年1月29日にサービス終了。なお当時ASCII24で公開されていたニュースやコンテンツの大部分は、ASCII.jpに引き継がれている。

## 関連サイト
ASCII24の中に存在した、別サイト。
- 日刊アスキーLinux - 雑誌「Linux magazine」を母体とした、Linux関連情報の総合ポータルサイト[7]。2005年1月6日に休刊。
- ASCII24 Business Central - 雑誌「NETWORK MAGAZINE」を母体とした、ビジネス系ITニュースサイト[7]。ASCII.jpに統合された。
- ASCII24 Broadband Center - ブロードバンド関係のニュースサイト。現在は、ASCII.jpに統合されている。
- ASCII24 Review - 雑誌「アスキーPC Explorer」を母体とした、パソコン・周辺機器・関連商品のレビューサイト[7]。現在は、ASCII.jpに統合されている。
- Mac24 - 雑誌「MacPeople」・「MACPOWER」を母体とした、Macintosh・iPod関連のニュースサイト[8]。現在は、ASCII.jpに統合されている。
- 携帯24 - 携帯電話関連のニュースサイト[7]。現在は、ASCII.jpに統合されている。
- ascii365 - ASCII24の通販サイト。現在は、「アスキーストア」に統合されている。
- ASCII24 Real Estate - 不動産仲介サイト。株式会社ネクストが運営し、同社の不動産仲介サイトHOME'Sのシステムを使用。サービス終了。
- auto-ASCII - 自動車関連のニュースサイト。2002年11月にIRIコマース＆テクノロジーに譲渡し、2003年1月から「Response.」に改称。
- アスキー デジタル用語辞典 - 現在は、ASCII.jpに統合され、「ASCII.jp デジタル用語辞典」として公開中[9][10][11]。MediaWiki、CC対応[9][10][11]。